# Бжесць-Куявское княжество
Бжесць-Куявское княжество (пол. Księstwo brzesko-kujawskie) — польское удельное княжество, существовавшее в 1267—1332 годах в историческом регионе Куявия со столицей в городе Бжесць-Куявски.
Бжесць-Куявское княжество было создано в 1267 году, когда после смерти князя Казимира Куявского Куявское княжество было разделено между его сыновьями; восточная часть княжества с центом в городе Бжесць-Куявски досталась трем младшим сыновьям от третьего брака – Владиславу, Казимиру и Земовиту. До 1275 года, когда старший из братьев, Владислав, достиг совершеннолетия, княжеством управляла их мать Евфросинья Опольская на правах регента.
Совместное правление братьев в Бжесць-Куявском княжестве продолжалось до 1288 года, когда умер их старший сводный брат, князь-принцепс Польши Лешек Черный. Родовые владения Лешека – Ленчицкое и Серадзское княжества – унаследовали бжесць-куявские князья, после чего разделили свои владения: Владислав стал единолично править в Бжесць-Куявски и Серадзе, Казимир унаследовал Ленчицу, а Земовит – Добжинскую землю.
Владислав Локетек боролся за польский трон с королем Чехии Вацлавом II и проиграл в этой борьбе. В октябре 1292 года он попал в плен и был вынужден принести ленную присягу Вацлаву II как князю-принцепсу Польши в обмен на сохранение своих куявских владений. Но в 1299 году Вацлав II организовал против него новую военную экспедиуцию, в результате которой в 1300 году Владислав был вынужден бежать из Польши, а Вацлав II короновался в качестве польского короля. В 1300—1305 годах Вацлав II и его сын Вацлав III владели также Бжесць-Куявским княжеством. В 1304 году Владислав Локетек вернулся из изгнания и к концу 1305 года вернул себе куявские земли.
Владислав Локетек, занявший в 1306 году трон князя-принцепса, а в 1320 году коронованный польской короной, на протяжении всего своего правления с переменным успехом вел борьбу с Тевтонским орденом. В 1332 году очередная военная кампания крестоносцев оказалась успешней предыдущих – им удалось захватить всю Куявию, в том числе и Бжесць-Куявское княжество. Оно было возвращено Польше в 1343 году по Калишскому миру, уже после смерти Владислава. Его преемник на польском троне Казимир III Великий включил княжество в состав земель Польского королевства; на его территории было образовано Бжесць-Куявское воеводство.

## Князья Бжесць-Куявски
| #                            | Портрет                      | Имя (годы жизни)                                                     | Родители                                | Годы правления | Примечания |
| ---------------------------- | ---------------------------- | -------------------------------------------------------------------- | --------------------------------------- | -------------- | --- |
| 1                            |                              | Владислав I Локетек (3 марта 1260/19 января 1261 год — 2 марта 1333) | Казимир I Куявский Евфросинья Опольская | 1267–1300      | князь Добжинский (с 1267 по 1288, с 1293 по 1295 и с 1327/1328 по 1329 год), Серадзский (с 1288 по 1300 и с 1305 по 1327 год), Ленчицкий (с 1294 по 1300 год и с 1305 по 1327/1328 годы), Сандомирский (с 1289 по 1292 и с 1304 по 1320 год), Великопольский (с 1296 по 1300 и с 1314 по 1320 год), Померельский (с 1296 по 1300 и с 1306 по 1309 год) |
| 2                            |                              | Казимир II Ленчицкий (1162/1165 — 10 июня 1294)                      | Казимир I Куявский Евфросинья Опольская | 1267–1288      | князь Добжинский (с 1267 по 1288 год), Ленчицкий (с 1288 по 1294 год) |
| 3                            |                              | Земовит Добжинский (ок.1265 — 1312)                                  | Казимир I Куявский Евфросинья Опольская | 1267–1288      | князь Добжинский (с 1267 по 1293, с 1295 по 1303 и с 1305 по 1312 год) |
| 4                            |                              | Вацлав II (27 сентября 1271 — 21 июня 1305)                          | Пржемысл Отакар II Кунигунда Славонская | 1300–1305      | король Чехии (с 1283 по 1305 год), король Польши (с 1300 по 1305 год), князь-принцепс Польши (с 1296 по 1300 год), князь Сандомирский (с 1292 по 1304 год), Серадзский (с 1300 по 1305 год), Ленчицкий (с 1300 по 1305 год) |
| 5                            |                              | Вацлав III (6 октября 1289 — 4 августа 1306)                         | Вацлав II Юдита Габсбург                | 1305–1305      | король Чехии (с 1305 по 1306 год), король Польши (с 1305 по 1306 год), князь Серадзский (в 1305 году), Ленчицкий (в 1305 году) |
| 1                            |                              | Владислав I Локетек (3 марта 1260/19 января 1261 год — 2 марта 1333) | Казимир I Куявский Евфросинья Опольская | 1305–1332      | король Польши (с 1320 по 1333 год), князь-принцепс Польши (с 1306 по 1320 год), князь Добжинский (с 1267 по 1288, с 1293 по 1295 и с 1327/1328 по 1329 год), Серадзский (с 1288 по 1300 и с 1305 по 1327 год), Ленчицкий (с 1294 по 1300 год и с 1305 по 1327/1328 годы), Иновроцлавский (с 1327 по 1332 год), Сандомирский (с 1289 по 1292 и с 1304 по 1320 год), Великопольский (с 1296 по 1300 и с 1314 по 1320 год), Померельский (с 1296 по 1300 и с 1306 по 1309 год) |
| Захвачено Тевтонским орденом | Захвачено Тевтонским орденом | Захвачено Тевтонским орденом                                         | Захвачено Тевтонским орденом            | 1332           | |